# ティオーネ・ディ・トレント
ティオーネ・ディ・トレント（イタリア語: Tione di Trento）は、イタリア共和国トレンティーノ＝アルト・アディジェ州トレント自治県にある、人口約3,700人の基礎自治体（コムーネ）。

## 地理

### 位置・広がり

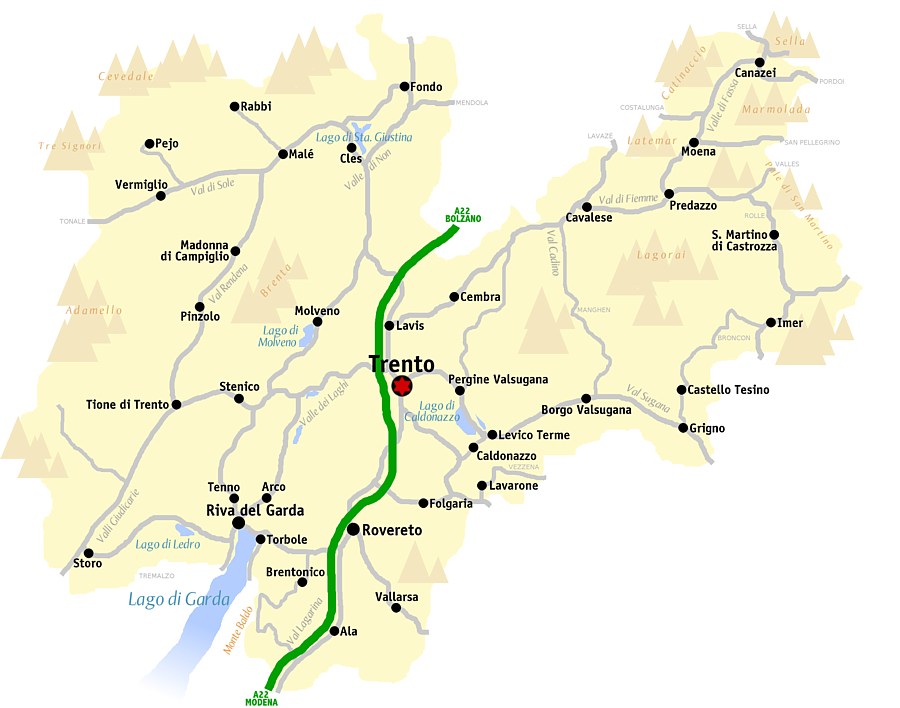
トレント県概略図

トレント県南西部、ヴァッレ・ディ・ジュディカリエ (it:Giudicarie) に位置するコムーネ。県都トレントから西へ31kmの距離にある。

#### 隣接コムーネ
隣接するコムーネは以下の通り。
| - コマーノ・テルメ - ブレッジョ・スペリオーレ - ボルゴ・ラーレス (ボルベーノ、ズクロ) - レードロ - ピエーヴェ・ディ・ボーノ＝プレッツォ (ピエーヴェ・ディ・ボーノ) - ポルテ・ディ・レンデーナ (ヴィッラ・レンデーナ - セッラ・ジュディカリエ (ボンド、ブレグッツォ、ラルダーロ、ロンコーネ) - トレ・ヴィッレ (プレオーレ、ラーゴリ |

## 行政

### Comunita di valle

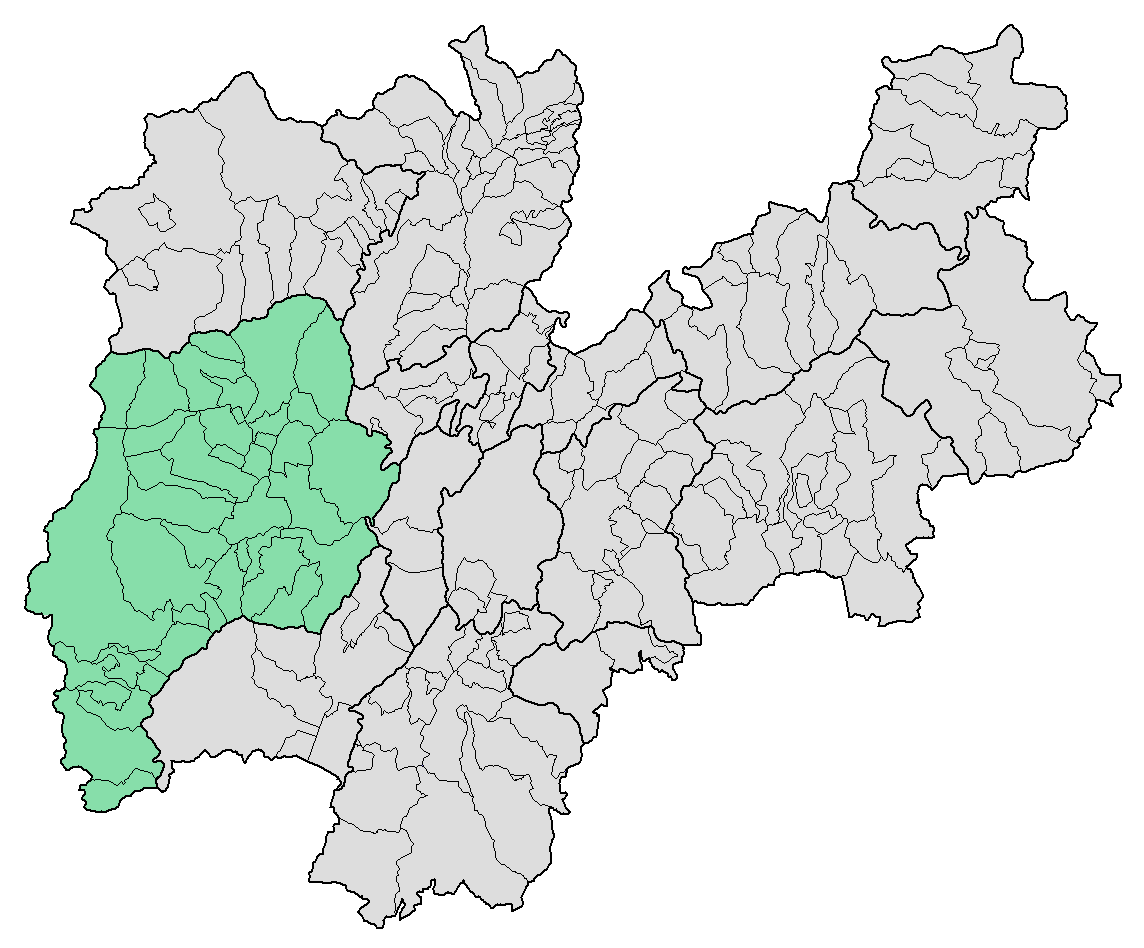
Comunità delle Giudicarie

トレント自治県が設置した広域行政組織 Comunita di valle 「ジュディカリエ」 (it:Comunità delle Giudicarie) の事務所所在地（Capoluogo）である。この地区には以下のコムーネが含まれる。
| - ブレッジョ・スペリオーレ、ボチェナーゴ、ボンドーネ、ボルゴ・キエーゼ、ボルゴ・ラーレス 、カデルツォーネ・テルメ、カリゾーロ、カステル・コンディーノ、コマーノ・テルメ、フィアヴェ、ジュスティーノ、マッシメーノ、ペルーゴ、ピエーヴェ・ディ・ボーノ＝プレッツォ、ピンツォーロ、ポルテ・ディ・レンデーナ、サン・ロレンツォ・ドルシーノ、セッラ・ジュディカリエ、スピアッツォ、ステーニコ、ストーロ、ストレンボ、ティオーネ・ディ・トレント、トレ・ヴィッレ、ヴァルダオーネ |

## 住民

### 言語
| 少数言語話者の割合（2011年） | 少数言語話者の割合（2011年） | 少数言語話者の割合（2011年） | 少数言語話者の割合（2011年） | 少数言語話者の割合（2011年） |
| ---------------------------- | ---------------------------- | ---------------------------- | ---------------------------- | ---------------------------- |
|                              |                              |                              |                              |                              |
| ラディン語                   | ラディン語                   |                              | 0.5%                         | 0.5%                         |
| モケーニ語                   | モケーニ語                   |                              | 0.0%                         | 0.0%                         |
| チンブロ語                   | チンブロ語                   |                              | 0.0%                         | 0.0%                         |

2011年10月9日に行われた国勢調査によれば、18人のラディン語話者がいるが、人口（3614人）に占める割合はごく小さい。